# Moenkhausia robertsi
Moenkhausia robertsi är en fiskart som beskrevs av Géry, 1964. Moenkhausia robertsi ingår i släktet Moenkhausia och familjen Characidae. Inga underarter finns listade i Catalogue of Life.